# Cupiennius foliatus
Cupiennius foliatus är en spindelart som beskrevs av F. O. Pickard-Cambridge 1901. Cupiennius foliatus ingår i släktet Cupiennius och familjen Ctenidae. Inga underarter finns listade i Catalogue of Life.